# Bianca Pascu
Bianca Alexandru Pascu (Brașov, 13 de junio de 1988) es una deportista rumana que compite en esgrima, especialista en la modalidad de sable.
Ganó una medalla de bronce en el Campeonato Mundial de Esgrima de 2019 y una medalla de bronce en el Campeonato Europeo de Esgrima de 2017, ambas en la prueba individual.

## Palmarés internacional
| Campeonato Mundial | Campeonato Mundial | Campeonato Mundial | Campeonato Mundial |
| Año                | Lugar              | Medalla            | Prueba             |
| ------------------ | ------------------ | ------------------ | ------------------ |
| 2019               | Budapest (Hungría) | Medalla de bronce  | Sable individual   |
| Campeonato Europeo |                    |                    |                    |
| Año                | Lugar              | Medalla            | Prueba             |
| 2017               | Tiflis (Georgia)   | Medalla de bronce  | Sable individual   |